# Рудбекія трилопатева
Рудбекія трилопатева (Rudbeckia triloba) — це вид квіткових рослин із родини складноцвітих із численними жовтими квітками, схожими на ромашку. Він є рідним для центральної та східної частини Сполучених Штатів і часто зустрічається на старих полях або вздовж доріг. Культивується також як декоративна.

## Морфологічна характеристика
Багаторічник, до 150 см, кореневищний. Стебла від майже голих до ворсистих (волоски 1–2 мм). Листя: лопаті від яйцеподібних до підсерцевих або еліптичних (не лопатеві), краї пилчасті, верхівки від гострих до загострених, грані від ворсистих до смугуватих; базальні черешкові, 10–30 × 2–8 см, основи зрізані чи округлі до серцеподібних; стеблові черешкові чи сидячі, від яйцюватих до еліптичних, проксимальні, як правило, 3–5-лопатеві, 2–20 × 1.5–8 см. Одна або дві квіткові голови розміром 1–4 см. Філярії до 1.5 см (поверхні помірно ворсисті). Променеві квіточки в кількості 8–15; пластинки (віночки від жовтих до жовто-оранжевих з базальними темно-бордовими вкрапленнями) від лінійних до зворотно-ланцетних, 8–30 × 3–8 мм. Диски 8–15 × 10–20 мм. Дискові квітки 150–300+; віночки жовтувато-зелені при основі, інакше буро-пурпурні, 3–4 мм. Ципсели 1.9–2.8 мм; папуси до 0.2 мм.

## Середовище проживання
Середовища існування включають порушену землю, узлісся, чагарники, скелясті схили, а також уздовж доріг і залізниць.

## Використання
Культивування
R. triloba широко культивується в садах і її легко вирощувати, якщо їй забезпечено сонячне світло та вологий ґрунт. Рослину слід регулярно обробляти, щоб стимулювати додаткове цвітіння, запобігти будь-якому небажаному самосіву або і те й інше.
Під час культивування у Великобританії рудбекія трилопатева отримала нагороду Королівського садівничого товариства за заслуги в саду.